# Pardosa dranensis
Pardosa dranensis är en spindelart som beskrevs av Henry Roughton Hogg 1922. Pardosa dranensis ingår i släktet Pardosa och familjen vargspindlar.
Artens utbredningsområde är Vietnam. Inga underarter finns listade i Catalogue of Life.